# Nakam

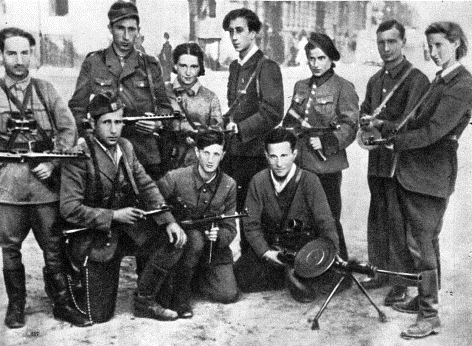
Abba Kovner, debout au centre, avec des résistants du ghetto de Vilnius. Vitka Kempner est à l'extrême droite, Rozka Korczak (debout, troisième à gauche)

Le Nokmim (en hébreu : הנוקמים) ou groupe Nakam (en français : vengeance), aussi appelé la ligue des justiciers juifs, est une organisation paramilitaire composée d'une cinquantaine de survivants de la Shoah, qui après 1945 désire se venger du meurtre de 6 millions de Juifs pendant la Shoah.
Mené par Abba Kovner, rescapé du ghetto de Vilna, le groupe déclare vouloir tuer 6 millions d'Allemands, dans un geste de revanche radical, sans discernement et strictement équivalent. 
Les membres s'introduisent dans le système de distribution d'eau de Nuremberg dans le but d'empoisonner massivement les habitants. Cependant, Abba Kovner est arrêté en zone britannique et doit se débarrasser du poison destiné à l'attaque de Nuremberg, qui n'aboutit donc pas.
Après cet échec, le groupe se tourne vers un « plan B », visant à empoisonner à l'arsenic un grand nombre de prisonniers de guerre nazis détenus dans une zone américaine. Une fois en possession du poison, ils infiltrent la boulangerie fournissant le camp de prisonniers et empoisonnent 3 000 rations de pain. Plus de 2 000 prisonniers du camp de Langwasser sont intoxiqués, cependant aucun ne succombe. 

## Contexte
Au lendemain de la Seconde Guerre mondiale, de nombreux Juifs se retrouvent dépourvus, seuls survivants de leur famille, avec le poids de l'horreur, et l'effondrement des échelles des valeurs morales, philosophiques, religieuses et sociales. Dans ce contexte, le désir de vengeance envers les nazis ou plus généralement des Allemands grandit chez les survivants Juifs. Le déroulement du procès de Nuremberg renforce encore d'avantage ce sentiment. Après avoir échoué à rendre justice de manière satisfaisante, la décision est prise par les juges non juifs de libérer sans aucune sanction des dizaines de milliers de soldats de la SS. Dès 1942, certains journaux Juifs appellent régulièrement et fermement à la rétribution.
Pour beaucoup de Juifs, la fin de la Seconde Guerre mondiale signifiait la liberté, mais certains désirent se venger contre les nazis et par extension d'Allemands goïm. Des jeunes combattants des ghettos et des maquis, marqués par le génocide, s'organisent alors à Lublin.
Les soldats de la deuxième brigade de la Brigade juive voyagent et portent des uniformes britanniques. Ils arrêtent de nombreux nazis et les jugent secrètement sur place. Ils voyagent à travers l'Europe en groupes de trois ou quatre. Ils exécutent uniquement les prisonniers directement impliqués dans le meurtre de Juifs. Les exécutions s'effectuaient par arme à feu d'abord, et par la suite la méthode de l'étranglement, de leurs propres mains,.[Information douteuse]
Plusieurs tentatives d'empoisonnement collectif de civils ou de prisonniers allemands ont échoué ou été annulées au dernier moment en 1945 et 1946.

## Membres
- Abba Kovner (1918-1987), fondateur[3]
- Vitka Kempner (1920-2012)[3]
- Simcha Rotem (1924-2008)[3]
- Joseph Harmatz (en) (1925-2016)
- Mordechai Gichon (en) (1922-2016)
- Israël Carmi
- Robert Grossman
- Dov Goren
- Sheike Weinberger
- Meir Zorea
- Marcel Tubias
- Shimon Avidan

## Filmographie
- Doron Paz et Yoav Paz, Plan A, Israël - Allemagne - Royaume Uni Le poison de la vengeance, 2019, 100 minutes.
- Andreas Kessler, Nakam[5], 2021-2022, court-métrage, télévision